# Gopatshah

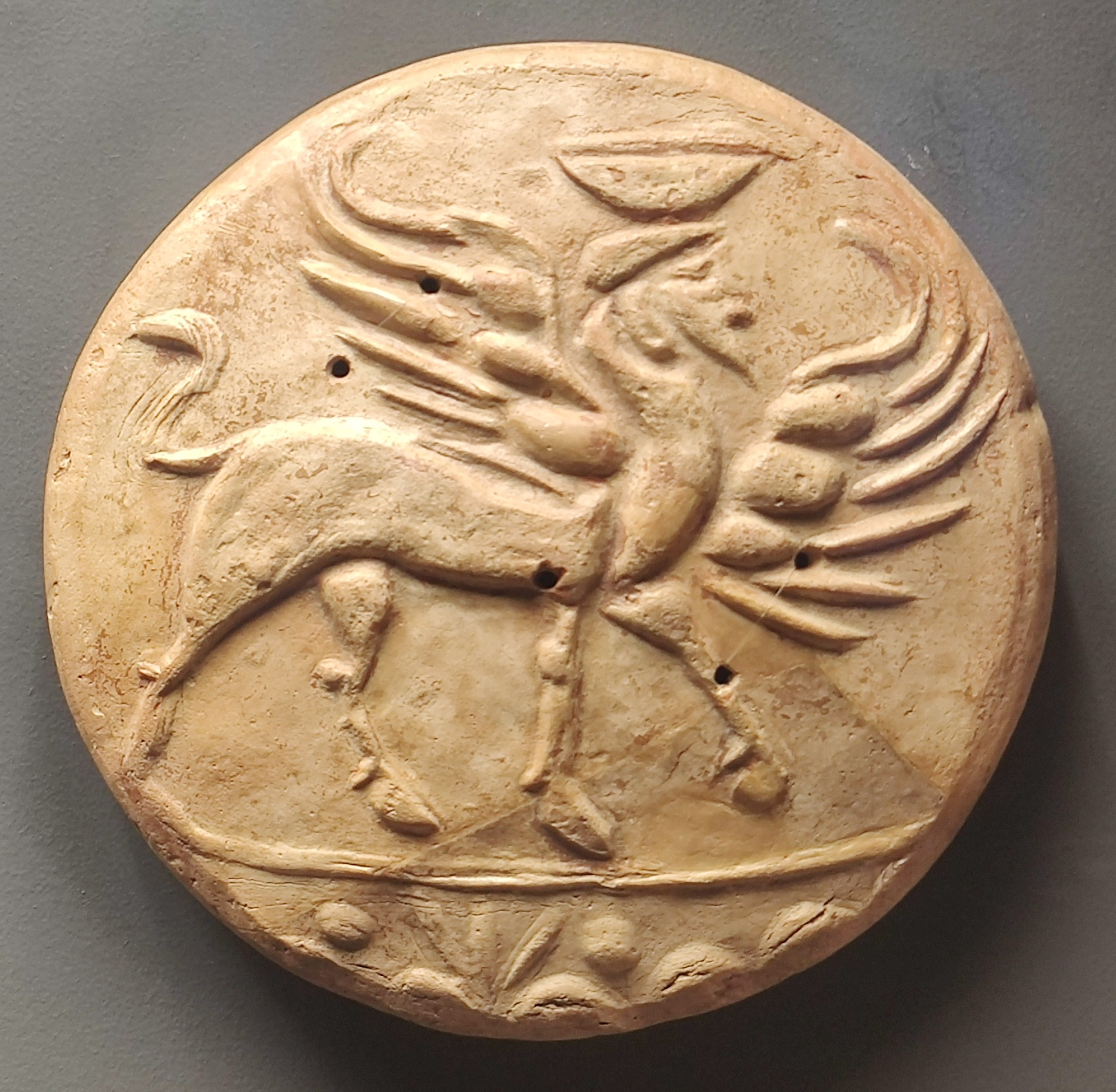

Gopatshah ist in der iranischen Mythologie der Königs-Stier (ein Stier mit dem Torso eines Menschen), der im gelobten Land Eranvez (Avestische Sprache: Aryana Vedzha) in der Gegend Hvaniras lebte. Er dient den Göttern an der Meeresküste. Er wird dem Urmensch Gayomarth gleichgesetzt, mit König Gilshah (Erdenkönig aus Lehm) und Garshah (Bergkönig), mit dem Sohn Agrerata, dem rechtmäßigen Bruder von Afrasiaba. Die Vorstellung von Gopatshah spiegelte die Verehrung der Perser gegenüber dem Stier wider.